# パメラ・メルロイ
パメラ・メルロイ（Pamela Anne Melroy、1961年9月17日-）は、アメリカ空軍の軍人で、アメリカ航空宇宙局の宇宙飛行士である。STS-92、STS-112、STS-120のミッションに参加した。

## 初期の人生と教育
メルロイはカリフォルニア州パロアルトで生まれ、1983年にウェルズリー大学で物理学と天文学の学位を取った。その後1984年にマサチューセッツ工科大学で地球科学と惑星科学の修士号を取った。2008年5月18日にはアイオナ大学から名誉博士号を贈られた。

## 軍事のキャリア
メルロイは1983年からアメリカ空軍の予備役将校訓練課程に参加した。修士課程修了後、テキサス州のリース空軍基地でパイロットの訓練を受け、1985年に卒業した。ルイジアナ州のバークスデール空軍基地から6年間副操縦士、操縦士としてKC-10に乗った。メルロイはJUST CAUSEとDESERT SHIELD/DESERT STORMの退役軍人であり、200時間以上の戦闘及び戦闘支援に参加した。1991年6月から、彼女はエドワーズ空軍基地でテストパイロットの教育を受けた。卒業時、彼女はC-17テストフォースに配属され、宇宙飛行士の選考に参加するまでの間、テストパイロットを務めた。彼女は50種類もの飛行機に乗って5000時間以上の飛行を行った。メルロイは2007年2月で空軍を引退した。

## NASAでのキャリア
メルロイは1994年12月に宇宙飛行士の候補として選出され、1995年3月からジョンソン宇宙センターに移った。1年間の訓練と評価を経て、スペースシャトルのパイロットとして認定された。最初は打上げや着陸の際の宇宙飛行士の支援の業務に就いたが、宇宙飛行士の将来の計画にも携わった。管制官の任務もこなした。また、コロンビアの復興チームにも参加し、コロンビアの乗組員の生存検証チームの副プロジェクトマネージャーを務めた。
メルロイは2009年8月にNASAを去り、現在はロッキード・マーティンのSEI構想の副プロジェクトマネージャーを務めている。
メルロイはパイロットとして2000年のSTS-92、2002年のSTS-112、機長として2007年のSTS-120のミッションに参加した。これはアイリーン・コリンズ以来2人目のスペースシャトルの女性機長だった。STS-120の乗組員は、ペギー・ウィットソンが率いる第16次長期滞在が滞在する国際宇宙ステーションを訪れた。ウィットソンは女性として初めてのISSの機長で、STS-120のミッションは、女性の機長が同時に2人宇宙空間に滞在する初めての時間になった。
彼女は924時間以上を宇宙空間で過ごした。

## 宇宙飛行経験
STS-92（2000年10月11日-24日）では、ディスカバリーがフロリダ州のケネディ宇宙センターから打ち上げられ、カリフォルニア州のエドワーズ空軍基地に着陸した。13日の飛行で、7人の乗組員はディスカバリーのロボットアームを用いてZ1トラスとPressurized Mating Adapter 3を国際宇宙ステーションに取り付け、設定を行うために3度の宇宙遊泳を行った。このISSの拡張によって将来の組み立てミッションが可能になり、最初の居住乗組員を受け入れる準備ができた。このミッションでは、12日21時間40分25秒で地球を202周し、530万マイル以上を飛行した。
STS-112（2002年10月7日-18日）では、アトランティスがフロリダ州のケネディ宇宙センターに発着した。STS-112はISSの組み立てミッションで、乗組員は、第5次長期滞在の乗組員と共同でS1トラスを取り付けた。新しい部品を起動させるために3度の宇宙遊泳が行われた。この際メルロイは船内で宇宙遊泳の振り付けを行った。STS-112は、スペースシャトルの外部燃料タンクにカメラを取り付けて打上げを中継した初めてのミッションである。このミッションでは、10日19時間58分で地球を170周し、450万マイル以上を飛行した。
STS-120（2007年10月23日-11月7日）では、ディスカバリーがフロリダ州のケネディ宇宙センターに発着した。ミッションでは、ハーモニーをISSに運搬した。この部品によって将来国際研究室を取り付けられるようになった。さらにP6太陽電池がZ1トラスからトラス結合構造の末端に再配置された。再配置の際に、太陽電池が損傷を受け、予定になかった宇宙遊泳によって修理された。このミッションでは、15日2時間23分で地球を238周し、620万マイル以上を飛行した。